# Sanne Salomonsen
Susanne Salomonsen (bedre kendt som Sanne Salomonsen) (født 30. december 1955 i København) er en dansk sangerinde og sangskriver, der betragtes som "en institution i dansk rock" som skelsættende popidol siden 80'erne, og på den baggrund har fået tilnavnet "Rock mama". Salomonsen syntes i en alder af 31 omkring den tid hun fik tilnavnet af en journalist: Da jeg hørte det stykke musik [fra OneTwo], tænkte jeg, at nu var jeg blevet mor for en generation i rockmusikken. Hun sagde i 2011:  Når jeg kigger rundt på den danske scene, så kan jeg jo tydeligt se, at hvis der er en rockmama, så er det mig. Sådan er det. 
Sanne Salomonsen har siden sin professionelle debut i starten af 1970'erne udgivet 21 soloalbummer på dansk eller engelsk og inden for forskellige genrer som rock, pop og jazz. Hun har desuden udgivet musik i konstellationerne Sneakers, Anne Linnet Band og Cowgirls. Foruden sin lange solokarriere har Sanne Salomonsen været en meget benyttet korsangerinde, og har således optrådt på udgivelser med Gnags, Sebastian, Kasper Winding, Lis Sørensen, Michael Falch, Anne Linnet, og Sko/Torp.

## Liv og karriere

### Opvækst og tidlig karriere (1955–1973)
Sanne Salomonsen blev født i København som datter af videnskabsmand og universitetslektor Finn Salomonsen (1909–83) og Ruth Birgit Nielsen (1923–2010). Sannes naturlige hårfarve er rød. Som 11-årig flyttede hun med familien til den københavnske forstad Holte. Hun voksede op i en musikalsk familie, hvor faderen var amatørjazzpianist. Som seksårig medvirkede hun i en tv-indspilning af balletten Elverhøj, hvor hun spillede elverpige. Hun fik efterfølgende et tilbud om at blive optaget på Den Kongelige Balletskole, men forældrene afslog. I 1967 fik Sanne sin debut som sangerinde i et lokalt band i en alder af 13 år. Året efter kom hun med i rockbandet Curled Edges sammen med musikere fra Beefeaters og The Maxwells. Efter at have afsluttet 9. klasse fik hun rollen som Shella i musicalen Hair. I den forbindelse fik hun tilnavnet "Lille Sanne Superstar". Daværende teaterdirektør Klaus Pagh blev så begejstret for Sanne, at han besluttede sig for at give hendes gratis undervisning på ABC Teatrets Elevskole. I den forbindelse fik hun roller i musicalerne Godspell og Touch, mens hun sideløbende havde små roller i tv-serien Huset på Christianshavn. På det tidspunkt havde hun så stor succes, at pladeselskabet Sonet skrev kontrakt med den 17-årige Sanne og udsendte hendes debutalbum, Sanne Salomonsen (1973). Et album med gæstemedvirken af bl.a. trompetist Palle Mikkelborg og trommeslager Kasper Winding. Hun fik især et stort hit med Sebastians oversættelse af Charles Fox og Norman Gimbels sang "Killing Me Softly", der blev til "Søgte mit indre". På privatfronten flyttede hun sammen med bassisten Bo Stief, som hun var gift med fra 1975 til 1980.

### Precious Moments, Sneakers og Anne Linnet Band (1974–1984)
"Det var tiden, hvor jeg blev etableret som rocksanger. Det var dér, hvor jeg kom ind på den vej, jeg skulle følge. Jeg havde brugt de første 8-9 år på at eksperimentere, havde spillet meget med Palle Mikkelborg og var i "fusions-mode", fik tjekket alle mine rødder ud og var virkelig ude at lære. Med Sneakers fandt jeg min vej, og jeg tænker på det som noget af det vigtigste i mit liv på alle områder. Jeg synes, det var musikalsk fantastisk og kan nyde det den dag i dag."
Op gennem 1970'erne var Sanne med i flere forskellig musikalske konstellationer. Fra 1976–78 var hun med i vokalpop-gruppen Flair, der også talte Lasse Lunderskov og Tamra Rosanes. Med Flair udgav hun albummene Flair (1976) og Stop, Look & Listen (1977), der begge var indspillet i Abbey Road Studios med Hank Marvin som producer. I 1977 udgav hun sit andet album, Precious Moments på EMI. Hun var fra 1972 og cirka 3 år frem solist med gruppen Kansas City Stompers og medvirkede på albummet Wild Bill Davison in Copenhagen, og i Palle Mikkelborgs V8. Hun indspillede desuden albummet I Hear Voices med det tyske bigband Peter Herbolzheimer Rhythm Combination & Brass i 1978 og turnerede i Tyskland, Holland og Sverige. Samme år sang hun duet med C.V. Jørgensen på "Lidt til og meget mer'" fra soundtracket til Mig og Charly-filmen. Året efter mødte hun komponisten Morten Kærså, som hun dannede par med fra 1979-84, og i 1980 blev hun skilt fra Bo Stief.
I 1980 kom Sanne med i Kærså og Mikkel Nordsøs rockband Sneakers, der debuterede med et selvbetitlet album samme år. I Sneakers tilegnede Sanne sig en sangstil inspireret af blues- og soulmusikken. Bandet markerede Sannes gennembrud og blev yderligere cementeret af de efterfølgende album Sui Sui (1981) og Rou'let (1982), der gav bandet hits som "Sui-Sui" og "Woodoo". Sidstnævnte skrev Sanne sammen med Hans-Henrik Koltze. Sideløbende var Sanne medlem af Anne Linnet Band med sangerinderne Anne Linnet og Lis Sørensen fra 1979-82. I 1983 havde Sanne hovedrollen i Ole Roos-filmen Forræderne og medvirkede i musicalen Tvillingernes Tegn på Bellevue Teatret. To sange fra musicalen blev udgivet på singlen "Hør mit hjerte slå"/"Der er et lys", produceret af Kasper Winding og Kim Sagild. Samme år døde hendes far efter længere tids sygdom. I Sverige fik hun hovedrollen i spillefilmen Smuglerkongen (1984), mens hun i Danmark var med i musicalen Berlin '84 på Bellevue Teatret. Musikken fra musicalen udkom samtidig under konstellationen Anne Linnet/Salomonsen. Samme år udsendte Sneakers deres fjerde og sidste album, Katbeat, hvorefter bandet blev opløst i 1985. I efteråret 1984 medvirkede hun i den svenske komediefilm Svindelforretningen.

### Tiden efter Sneakers og internationale ambitioner (1985–1999)
"Det var dels p.gr.a den engelske pladeselskabs-direktør, der gik bag om ryggen på mig, og ville have "en ny Tina Turner". [...] Og så dels p.gr.a. de musikere jeg indspillede med. De kunne ikke spille! Og slet ikke trommeslageren Cozy Powell. Han kunne ikke engang holde et tempo - heller ikke live! Jeg havde simpelthen ikke power nok til at få min mening igennem. Så jeg gik bag om ryggen på direktøren, og tog hjem og indspillede fire numre om med Sneakers-drengene."
Sanne Salomonsen blev i 1985 gift med den svenske guitarist Mats Ronander, et ægteskab der varede til 1992. Sanne og Lis Sørensen spillede hovedrollerne i musicalen Zarai (1985) med musik af Morten Kærså. Efterfølgende udkom Sannes tredje soloalbum, Sanne Salomonsen. Samme år medvirkede hun på den svenske støttesingle "Berg är till för att flyttas" til fordel for den afrikanske frihedsbevægelse, ANC, og optrådte til to støttekoncerter i november. I 1986 turnerede Sanne i det svenske orkestrer Off Course, og tog til byen Key West i Florida for at indspille på værtshuset Sloppy Joe's. Sannes fjerde soloalbum Ingen engel udkom i 1987 efter tre måneder i studiet med producer Tony Taverner. Albummet udkom også i en engelsk udgave med titlen No Angel, men indspilningerne var præget af uoverensstemmelser med pladeselskabet Virgin og Tony Taverner, der forsøgte sig med en "heavy metal-Tina Turner-lyd" uden Sannes samtykke. Sangerinden krævede derimod at samme hold af skandinaviske musikere skulle medvirke. Albummet blev derfor ikke det internationale gennembrud man havde håbet på.
I 1988 fik Sanne sønnen Victor Ray med Ronander. Sammen med Søs Fenger, Thomas Helmig og Anne Linnet udgav hun støttesinglen "Den jeg elsker, elsker jeg" til fordel for AIDS-Fondet. Sangen hittede i hele Skandinavien og modtog en Dansk Grammy for Årets danske hit. Året efter udkom soloalbummet Sanne, produceret af Rugsted & Kreutzfeldt. Albummet gik ind som nummer ét i Sverige, som den første danske plade nogensinde, og solgte samlet 600.000 eksemplarer i Skandinavien. På albummet skrev Stig Kreutzfeld og Thomas Helmig kæmpehittet "Kærligheden kalder", ligesom Helmig sang duet på "Jeg’ i live". Sanne endte med at blive året mest solgte danske rockalbum, og udkom året efter i en engelsk version med titlen Love Is Gonna Call. Sanne er det femte mest solgte album nogensinde i Danmark, med over 400.000 solgte eksemplarer indtil 2007.
Salomonsen samarbejdede igen med Anne Linnet i 1990 om musikken til musicalen Gøngehøvdingen, der senere udkom på albummet Krig og kærlighed. Året efter udkom Where Blue Begins, der var indspillet i Memphis, Tennessee. Albummet solgte 400.000 eksemplarer i Skandinavien, og udkom efterfølgende i Nord- og Mellemeuropa. For albummet modtog sangerinden en Grammy for Årets danske sangerinde i 1992. 1992 var også året, hvor Sanne blev skilt fra Mats Ronander og besluttede at flytte til en gård i Vendsyssel. Under indspilningerne af "Knowing Me, Knowing You" til et ABBA-hyldest album mødte hun trommeslageren Peter Schiøtz, som hun blev kæreste med. Deres forhold varede indtil begyndelsen af 1999. "Knowing Me, Knowing You" blev produceret af Nikolaj Steen, hvilket blev starten på et mangeårigt samarbejde.
Sanne forsøgte sig endnu engang med en international karriere med 1994-albummet Language of the Heart, hvor det amerikanske band Little Feat medvirkede. Gennembruddet udeblev, da Sanne fravalgte at flytte til Los Angeles til fordel for sin søn. Om det mislykkedes forsøg på at slå igennem i USA sagde Sanne, "Det var ikke så meget at lave pladerne, men alt det med at promovere dem bagefter. [...] For mig handler det om at spille, og det lagt sammen med at bo i Nordjylland og hele tiden rejse til USA og samtidig være en god mor, det kunne jeg ikke få til at gå på i en højere enhed". I stedet valgte sangerinden at fokusere på Skandinavien. Efter at have turneret med Language of the Heart indspillede Sanne livealbummet Unplugged i 1994, der vandt to Grammy'er for Årets danske sangerinde og Årets danske live udgivelse i 1995.
Efter flere engelsksprogede album udsendte Sanne Salomonsen 1996, der var produceret af Nikolaj Steen, og turnerede med albummet det følgende år. Albummet solgte 100.000 eksemplarer i Skandinavien, heraf 50.000 i Danmark.
I 1997 fik Salomonsen en sanskrit-tatovering på venstre overarm i Helsingør, og tatoveringen "er symbolet for den højeste, inderste bevidsthed." Samme år medvirkede hun på jazzmusikerne Chris Minh Doky og Niels Lan Dokys album Doky Brothers 2, og året efter på det Niels Lan Doky-producerede album Something Special, hvor en række danske kunstnere fortolkede kendte sange i jazz-udgaver. Efter at have turneret med Chris Minh Doky i 1998 opstod idéen om at lave et coveralbum med jazz-popsange. Resultatet blev coveralbummet In a New York Minute, udgivet sammen med den til lejligheden sammensatte Chris Minh Doky Quartet. Albummet blev indspillet på blot ti dage og har siden solgt 100.000 eksemplarer. Sanne Salomonsen var i 1999 i et kortvarigt forhold med entertaineren Thomas Eje, der ifølge hende varede et par måneder. Samme år medvirkede Sanne Salomonsen på udgivelsen A Touch of Gospel sammen med en lang række etablerede danske sangere. Hun biddrog med fortolkningerne af Roxettes "It Must Have Been Love" og Eric Claptons "Change the World". Albummet har solgt 75.000 eksemplarer.

### Cowgirls,Freedom,The Albumog Melodifestivalen (2000–2005)
I 2000 blev Sannes karriere opsummeret på opsamlingsalbummerne De bedste af de bedste vol. 1 og De bedste af de bedste vol. 2. I 2001 medvirkede Sanne Salomonsen på soundtracket til filmen Send mere slik med sangen "Little White Doll". I efteråret havde Sanne hovedrollen i musicalen Evita, der blev en publikumssucces. I forbindelse med repremieren på musicalen kom det frem, at hun dannede par med tøjproducent Henrik Kristoffersen. Samme år dannede Salomonsen coverbandet Cowgirls med Lis Sørensen og Tamra Rosanes, der udsendte albummet Girls Night Out i september 2001. Albummet gik direkte ind som #1 på hitlisten, og modtog i december platin for 50.000 solgte eksemplarer.
I løbet af 2002 indspillede Sanne et nyt soloalbum under kontrakt med EMI-selskabet Medley Records, der udkom 31. marts 2003 med titlen Freedom. Producer var endnu engang Nikolaj Steen, mens sangskrivere talte kendte navne som Ivan Pedersen, Søren Sko, Søren Rasted, samt dance-duoen Infernal. Selv beskrev Sanne albummet som en voksen popplade med nogle stærke sange, hvor man har lyst til at høre hele cd’en igennem. Og så håber jeg da, at jeg er nysgerrig – at jeg udforsker det, der sker musikalsk uden at blive utroværdig.  Albummet blev en succes med 55.000 solgte eksemplarer, og gav hende radiohittet "Teardrops in Heaven". Gennem hele 2004 spillede Sanne slotskoncerter i Danmark med Radiounderholdningsorkestret og i Sverige med Mats Ronander.
I slutningen af 2004 skiftede Sanne til pladeselskabet Copenhagen Records med ambitionen om at genvinde det norske og svenske marked. Sanne udsendte den 28. februar 2005 sit tolvte soloalbum, The Album. Det var hovedsageligt skrevet af svenske musikere og produceret af Nikolaj Steen og Óli Poulsen. Albummet gik ind som nummer ét på hitlisten og modtog i juli 2005 platin efter at have solgt 45.000 eksemplarer. I foråret optrådte Sanne med The Show på Bellevue Teatret i København, der i alt blev set af mere end 40.000 mennesker. Showet udkom i 2006 på DVD. Samme år udkom biografien The Book af Sanne Salomonsen og journalist Maise Njor.
Sanne Salomonsen deltog i marts 2005 i det svenske Melodi Grand Prix, Melodifestivalen, med sangen "Higher Ground". Sanne endte på en syvendeplads, men formålet var ifølge hende selv ikke at vinde, For at være helt ærligt så var jeg ikke interesseret i at vinde [...] Men jeg kan bruge den enorme exposure, jeg har fået i Sverige, når min plade [The Album] skal ud dér i april.   Samme år samarbejdede Salomonsen igen med jazz-bassist Chris Minh Doky, da hun indspillede "Misbrugt og forladt" til udgivelsen af Amnesty Unplugged i anledning af Amnesty Internationals kampagne "Stop vold mod kvinder".

### Sygdom og comeback medUnico(2006–2010)
"Jeg blev ramt af en voldsom depression, der varede i ti måneder. Det sker, når ens hjerne har haft et sammenbrud. Jeg fik socialfobi og troede pludselig ikke på, hvad folk sagde til mig, og kunne ikke se nogen fremtid for mig. Alle de redskaber, man normalt bruger til at klare hverdagen, var bare væk. Der var kun mørke tilbage. [...] Da jeg kom ud på den anden side af mørket, var jeg klar til at kæmpe igen, og det eneste, jeg tænkte, var: "Jeg vil have mit liv tilbage. Jeg er fuldstændig ligeglad med alt andet, jeg vil op på hesten og kunne synge igen."
Den 5. maj 2006 blev Sanne Salomonsen ramt af en blodprop i hjernen, efter at have trænet på sin trampolin i kælderen i sit hjem. Sangerinden blev bragt til behandling ved Glostrup Hospital. Blodproppen medførte, at hun blev lammet i venstre arm og venstre halvdel af ansigtet. Hun besluttede sig for at aflyse alle sine arrangementer sommeren over og påbegyndte et genoptræningsforløb. Sanne blev ramt af en depression i kølvandet på sygdommen og fik nedsat følsomhed i venstre hånd. Hun stod for første gang på en scene efter sygdomsforløbet den 10. marts 2007 i Herning. Her optrådte hun til stor overraskelse for publikum ved Dansk Varmblods Gallashow. Hun fik en sanskrit-tatovering på højre underarm efter hjerneblødning. Teksten betyder "Føl kærlighed og taknemmelighed for alt og alle hver dag". Næste gang Sanne Salomonsen stod overfor et talstærkt publikum var den 16. juli 2009, da hun til stor overraskelse kom på scenen under tv·2s koncert på Grøn Koncert i Esbjerg.
Sanne Salomonsen udgav comebackalbummet Unico den 9. marts 2009, der er hendes første dansksprogede album i 13 år. Det er opkaldt efter hendes hest i Portugal, som hun købte i forbindelse med genoptræningen for at styrke muskler og koordinationsevne. Albummet var oprindeligt planlagt til at udkomme i november 2008, men måtte udskydes, fordi arbejdet i studiet ikke var færdiggjort. Det var vigtigt for Sanne, at albummet var på dansk, hvis det skulle vise sig at blive hendes sidste: Hvis det er tilfældet, er det bare vigtigt for mig, at den er sunget på mit modersmål. Det var sådan, jeg startede, og sådan vil jeg også slutte.  Arbejdet med Unico begyndte halvandet år efter blodproppen og var følelsesladet for Salomonsen, da mange af sangene handlede om at komme tilbage til livet. Af samme grund kom flere af disse ikke med på albummet, Der var simpelthen for mange tårepersere, og det blev for meget – også for mig selv. Unico gik ind som #1 på albumlisten med 10.000 solgte eksemplarer i den første uge. Det endte med at sælge mere end 60.000 eksemplarer, det nåede at ligge på hitlisten i knap ét år samt at blive det fjerdebedstsælgende album i 2009. Albummets første single, "Taxa" er skrevet af Lise Cabble, Kim Nowak-Zorde og Mogens Binderup. "Taxa" blev et stort radiohit, og den femtemest solgte sang i 2009 med mere end 30.000 solgte eksemplarer.

### Tiden brænder,Hjem 2014og Melodifestivalen (2011–nu)
Den 14. november 2011 udkom Sanne Salomonsens fjortende studiealbum, Tiden brænder. De fleste af albummets 13 sange er skrevet direkte til Sanne Salomonsen og har tydelige referencer til sangerindens tid i Sneakers i 80'erne, som hun betegner som en af de vigtigste perioder rent musikalsk. På trods af 80'er-referencerne er albummets produktion præget af en rocklyd. Sangskrivere og producere på albummet tæller tidligere samarbejdspartnere som Nikolaj Steen, Marcus Winther-John og Lise Cabble, samt yngre navne som Frederik Thaae, Thomas Troelsen og Julia Fabrin. Rent lyrisk er albummet påvirket af naturkatastrofer som hungersnød, storme, oversvømmelser, askeskyer, der ifølge Sanne Salomonsen påvirker hende så stærkt, at det giver hende behov for at synge om det. Tiden brænder debuterede som nummer fire på hitlisten, med 1993 solgte eksemplarer i den første uge. I maj 2012 modtog albummet platin for 20.000 solgte eksemplarer.
Den 10. august 2012 blev Sanne Salomonsen tildelt Polka Verner Legatet af Danmarks Smukkeste Festival, som gives til "personer, som har gjort en særlig indsats i musik- eller underholdningslivet." Legatet bestod af 97.170 kroner og blev begrundet med "hendes varme, begejstring og synlige glæde ved musikken, der altid smitter den, der rammes af hendes store stemme." Salomonsen medvirkede i sæson 3 af TV 2-programmet Toppen af Poppen, som blev sendt på TV 2 i august og september 2012, sammen med Johnson, Kasper Winding, Dicte, Nabiha, Mads Langer, og Peter Belli. Musikken fra programmet udkom på albummet Toppen af Poppen Vol. 3. Den 7. oktober 2012 blev Sneakers gendannet for en enkelt aften, da bandet spillede fem numre i forbindelse med at guitaristen Mikkel Nordsø modtog Ken Gudman Prisen i Amager Bio.
Sanne Salomonsen udsendte sit syttende studiealbum, Hjem 2014, i oktober 2014. Albummet indeholder afdæmpede versioner af sange fra Sneakers, Anne Linnet Band og Sanne Salomonsens solokarriere. I november 2014 blev det offentliggjort at Sanne Salomonsen medvirker i det svenske Melodi Grand Prix, Melodifestivalen 2015 sammen med Marie Bergman med sangen "Nonetheless". Det er anden gang Sanne stiller op til Melodifestivalen, første gang var i 2005 hvor hun kom på en syvendeplads.
Det blues rock-prægede album Baby Blue udkom den 19. maj 2017 som Sanne Salomonsens 18. studiealbum. Albummet blev en relativ kommerciel skuffelse og tilbragte kun én uge på hitlistens top 40-liste. I august 2017 blev det offentliggjort at Sanne Salomonsen skulle være ny dommer i X Factor 2018 på DR1. Ifølge Salomonsen er det "utroligt dejligt at se et talent udvikle sig og hjælpe dem til at mærke efter og blive dygtige sangere."
I 2018 blev Sanne Salomonsen genforenet med Lis Sørensen og Anne Linnet og tog sammen med dem på turné i foråret 2019.

## Diskografi
| Studiealbum - Sanne Salomonsen (1973) - Precious Moments (1977) - Linnet/Salomonsen (også kendt som Berlin '84) (1984) - Sanne Salomonsen (1985) - Ingen engel (1987) - No Angel (1987)[A] - Sanne (1989) - Krig og kærlighed (1990) - Love Is Gonna Call (1990)[B] - Where Blue Begins (1991) - Language of the Heart (1994) - 1996 (1996) - 1996 (1996)[C] - In a New York Minute (with Chris Minh Doky Quartet) (1998) - Freedom (2003) - The Album (2005) - Unico (2009) - Tiden brænder (2011) - Hjem 2014 (2014) - Baby Blue (2017) | Livealbum - Unplugged (1994) - The Show (2005) Musicals - Evita (2001) Opsamlingsalbum - De bedste af de bedste (2000) - De bedste af de bedste vol. 2 (2000) - The Hits (2006) - De største fra Sanne Salomonsen (2012) Bokssæt - Sneakers & Sanne Salomonsen (2007) - Sanne Salomonsen: 8 Originale Studio Albums (2009) |

Noter
- A↑ No Angel er den engelsksprogede udgave af Ingen engel.
- B↑ Love Is Gonna Call er den engelsksprogede udgave af Sanne.
- C↑ 1996 er den engelsksprogede udgave af albummet af samme navn.

## Filmografi
- Den stjålne brud (1974)
- Historien om en moder (1979)
- Forræderne (1983)
- Smugglarkungen (1985)
- Svindlande affärer (1985)
- The Show (live-show) (2005)[62]
- Sanne: et portræt af hele Danmarks rock-mama (portrætfilm) (2005)
- Parterapi (2010)
- Valhalla (2019)